# 怪踝龍屬
怪踝龍屬是種研究有限的阿貝力龍科恐龍，生存於白堊紀土侖階與森諾曼階，體重可能達到0.7-1噸重。

## 詞源
模式種是波氏怪踝龍，是在1986年被敘述、命名。在希臘文中，Xenos意為「奇特的」，tarsos意為「跗骨」，而sauro意為「蜥蜴」，意指特殊的踝部結構。而種小名bonapartei是以阿根廷古生物學家約瑟·波拿巴（Jose Bonaparte）為名。

## 分類
在1980年，地質學家Juan Carlos Sciutto在阿根廷丘布特省發現一些獸腳類化石。數年後，古生物學家約瑟·波拿巴（Jose Bonaparte）發現這些化石，可能來自於同一個體。
怪踝龍的化石發現於阿根廷丘布特省的Bajo Barreal組地層。這個地層最初被認為是坎潘階，目前被認為是較早的森諾曼階/土崙階交界。這些化石是兩份全模標本，編號UNPSJB PV 184標本是兩節前段背椎，編號PVL 612標本是由股骨、脛骨、腓骨、以及Astragalocalcaneum（由距骨與跟骨癒合的單一骨頭）所構成，總長61.1公分。距骨、跟骨癒合成一塊、沒有接縫，接觸到脛骨的末端。這也是怪踝龍的名稱來源。

## 發現
怪踝龍的化石具有與食肉牛龍的相似處，顯示怪踝龍可能屬於阿貝力龍科。但也人提出怪踝龍屬於肉食龍下目。一份90年代的研究，將怪踝龍歸類於新角龍類。總之，怪踝龍的化石過於破碎而無法做出正確的歸類。

## 外部連結
- DinoRuss map showing location of Xenotarsosaurus remains
- See entry on Xenotarsosaurus at DinoData (registration required, free) （页面存档备份，存于）
- Xenotarsosaurus at The Theropod Database